# Alfred von Sachsen-Coburg und Gotha

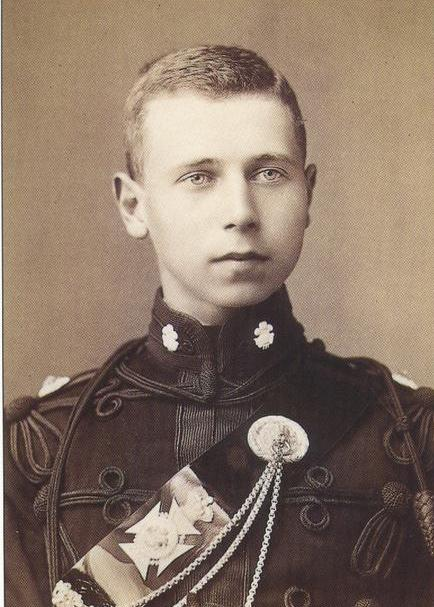
Erbprinz Alfred von Sachsen-Coburg und Gotha, 1893.

Alfred Alexander William Ernest Albert von Sachsen-Coburg und Gotha (* 15. Oktober 1874 im Buckingham Palace, London; † 6. Februar 1899 in Meran) war Erbprinz und Thronfolger des Doppelherzogtums Sachsen-Coburg und Gotha, designierter 2. Duke of Edinburgh und Prinz von Großbritannien und Irland. Er entstammte dem Haus Sachsen-Coburg und Gotha.

## Leben

### Kindheit und Jugend
Alfred, genannt Young Affie, war der einzige Sohn Alfreds von Sachsen-Coburg und Gotha, Prinz von Großbritannien und Irland, und der Maria Alexandrowna, Großfürstin von Russland. Er war der Enkel der britischen Königin Victoria und des russischen Zaren Alexanders II.

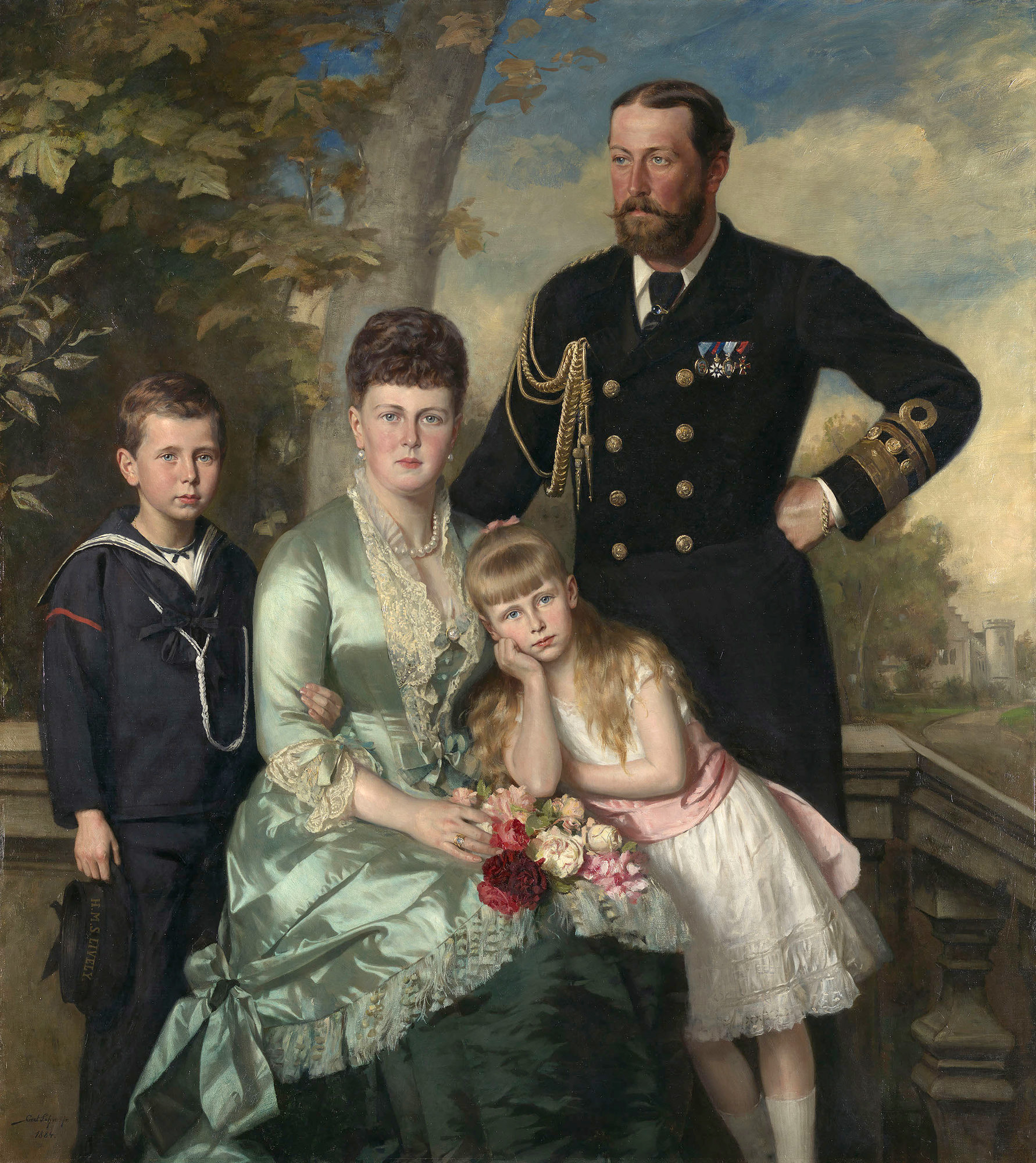
Alfred von Sachsen-Coburg und Gotha mit Eltern und Schwester Marie, porträtiert im Auftrag der Königin Victoria von Karl Rudolf Sohn (1884)

Er wuchs die ersten Jahre seines Lebens größtenteils mit seinen Schwestern Marie, Victoria Melita, Alexandra und Beatrice in England auf. Alfred, der seit dem Regierungsantritt seines Vaters 1893 coburg-gothaischer Thronfolger war, war ein begabtes, aber sensibles Kind. Er erhielt eine strenge, rein deutsche Erziehung durch den tyrannischen Hauslehrer Rolfs, der es liebte, den Prinzen vor Zeugen zu demütigen. Alfred litt auch sehr unter der Trennung von seinen Schwestern und seinem Vater, der als aktiver britischer Marineoffizier häufig abwesend war. Seine Mutter, die als gefühllos und streng galt, befürwortete die strenge Erziehung ihres Sohnes. Seine Kindheit und Jugend in Coburg verlief unglücklich und freudlos, nur weit weg von zu Hause fühlte er sich wohl und blühte auf.

### Späteres Leben und Tod

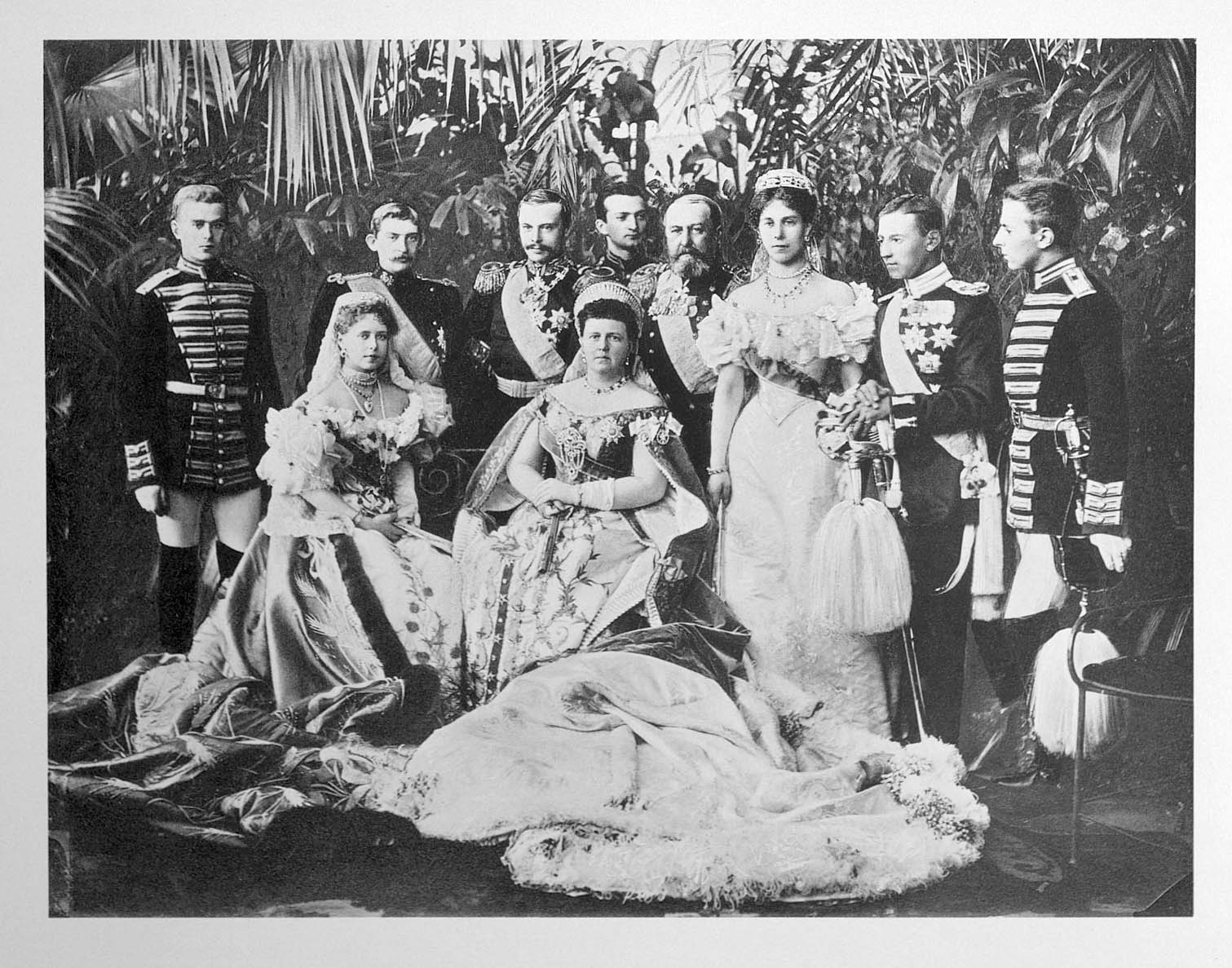
Prinz Alfred (am rechten Bildrand) mit seiner Mutter, Schwestern und Cousins an der Krönung von Zar Nikolaus II. und Zarin Alexandra. Moskau, 1896.

Prinz Alfred trat als Leutnant in das preußische 1. Garde-Regiment zu Fuß in Potsdam ein, fühlte sich aber auch als Soldat nicht wohl. Immer öfter flüchtete er sich in Liebesaffären mit unstandesgemäßen Frauen. 1897 heiratete er die Irin Mabel Fitzgerald. Seine Mutter, eine Zarentochter, bestand darauf, die unstandesgemäße Verbindung annullieren zu lassen. Alfred versuchte daraufhin, sich mit einem Gewehr zu erschießen. Während seine Eltern Ende Januar 1899 die offiziellen Feierlichkeiten zu ihrer silbernen Hochzeit begingen, lag er schwer verletzt in einem abgedunkelten Raum im Schloss. Offiziell hieß es, er sei an Tuberkulose erkrankt. Seine Mutter, die einen öffentlichen Skandal befürchtete, sandte ihn gegen den Rat der behandelnden Ärzte zur Erholung nach Meran. Eine Woche später, am 6. Februar 1899, starb er. Seine Leiche wurde nach Deutschland zurückgebracht und im Herzoglichen Mausoleum in Coburg bestattet. Herzog Alfred gab seiner Frau die Schuld am Tod des gemeinsamen Sohnes und trennte sich von ihr. Er ertränkte seinen Kummer im Alkohol.
Nach dem Tod des Erbprinzen musste die Thronfolge im Herzogtum Sachsen-Coburg und Gotha neu geregelt werden. Da Prinz Arthur, 1. Duke of Connaught and Strathearn, und nächstjüngerer Bruder Herzog Alfreds, für sich und seinen Sohn abgelehnt hatte, wurde der vierzehnjährige Sohn des verstorbenen gemeinsamen Bruders Leopold, Charles Edward, 2. Duke of Albany, als zukünftiger Herzog von Sachsen-Coburg und Gotha bestimmt.

## Titel
- 1874–1893: Seine königliche Hoheit Prinz Alfred of Edinburgh
- 1893–1899: Seine königliche Hoheit der Erbprinz von Sachsen-Coburg und Gotha